# Digswell
Digswell är en ort i civil parish Welwyn, i distriktet Welwyn Hatfield, i grevskapet Hertfordshire i England. Orten är belägen 8 km från Hartford. Digswell var en civil parish fram till 1935 när blev den en del av Welwyn. Civil parish hade 644 invånare år 1931. Byn nämndes i Domedagsboken (Domesday Book) år 1086, och kallades då Dichelesuuelle.